# Crypteria luteipennis
Crypteria luteipennis är en tvåvingeart som beskrevs av Alexander 1938. Crypteria luteipennis ingår i släktet Crypteria och familjen småharkrankar. Inga underarter finns listade i Catalogue of Life.